# توماس لامبي
توماس لامبي (بالإنجليزية: Thomas Lambie)‏ هو مبشر نيجيري، ولد في 1885، وتوفي في 14 أبريل 1954.